# 리베카 슈거
리베카 슈거(영어: Rebecca Sugar, 1987년 7월 9일 ~ )는 미국의 예술가이자 송라이터이다. 카툰 네트워크의 애니메이션 《핀과 제이크의 어드벤처 타임》의 작가와 스토리보드 아티스트, 《스티븐 유니버스》의 제작자이다. 두 시리즈를 통해 슈거는 프라임타임 에미상에 네 번 후보로 올랐다.

## 생애

### 어린 시절
슈거는 미국 메릴랜드주 실버스프링 슬라이고 파크 힐즈에서 키워졌다. 그녀는 둘 다 메릴랜드 주에 위치한 몽고메리 블레어 고등학교와 알버트 아인슈타인 고등학교의 비쥬얼 아트 센터 (여기서 대통령 장학생 대회에서 준결승 출전 선수로 뛰었다.)에 동시 재학했다. 이후 뉴욕 시 스쿨 오브 비주얼 아트에 다니게 되었다.

### 경력
슈거는 《핀과 제이크의 어드벤처 타임》 시즌 1에서 스토리보드 편집자로 합류했다. 그녀의 뛰어난 재능 덕분에 고용된지 한 달만에 스토리보드 아티스트로 승격되었고, 시즌 2부터 제대로 제작에 참여하게 된다. 그녀의 첫 에피소드는 〈It Came from the Nightosphere〉였다.
《스티븐 유니버스》의 제작은 슈거가 《어드벤처 타임》에서 일하고 있을 때 시작했다. 《어드벤처 타임》의 시즌 5까지는 계속 일했고, 《스티븐 유니버스》 제작에 초점을 맞추기 위해 〈Simon & Marcy〉 참여 후 제작에서 내려왔다. 이 에피소드 이후로는 둘 동시에 하는 것이 "도저히 불가능"했다. 〈Bad Little Boy〉에서도 비슷한 어려움에 직면한 바 있었다. 하지만 시즌 7의 에피소드 〈Everything Stays〉에서 잠깐 각본을 썼다.
슈거는 《스티븐 유니버스》의 가넷 성우를 맡고 있는 에스텔의 음반 《True Romance》의 표지를 그려줬다. 2016년 12월 만화책 출판사 유스 인 디클라인은 슈거가 자신의 미출판 만화책 《Margo In Bed》을 위해 그린 스케치와 스토리 노트를 앤솔로지 《프론티어》에 담았다. 그녀는 《심슨 가족》 패러디로 가득한 〈Don't Cry for Me I'm Already Dead〉이라는 만화를 그리기도 했다.

## 수상
리베카 슈거는 2011년 《어드벤처 타임》의 에피소드 〈It Came from the Nightosphere〉으로, 2013년에는 〈Simon & Marcy〉로 프라임타임 에미상 단편 애니메이션 부문에서 후보로 올랐다. 〈Simon & Marcy〉은 또한 애니상에서도 텔레비전 프로덕션 최우수 스토리보딩 부문에 후보로 올랐다. 2012년 포브스지는 "30 Under 30 in Entertainment" 목록에 그녀를 포함시켰고, 《어드벤처 타임》의 "수많은 최고 에피소드"를 책임졌다고 썼다.
자신이 기획한 《스티븐 유니버스》의 〈Lion 3: Straight to Video〉, 〈The Answer〉 에피소드로 프라임타임 에미상 단편 애니메이션 부문에서 후보로 올랐다.

## 사생활

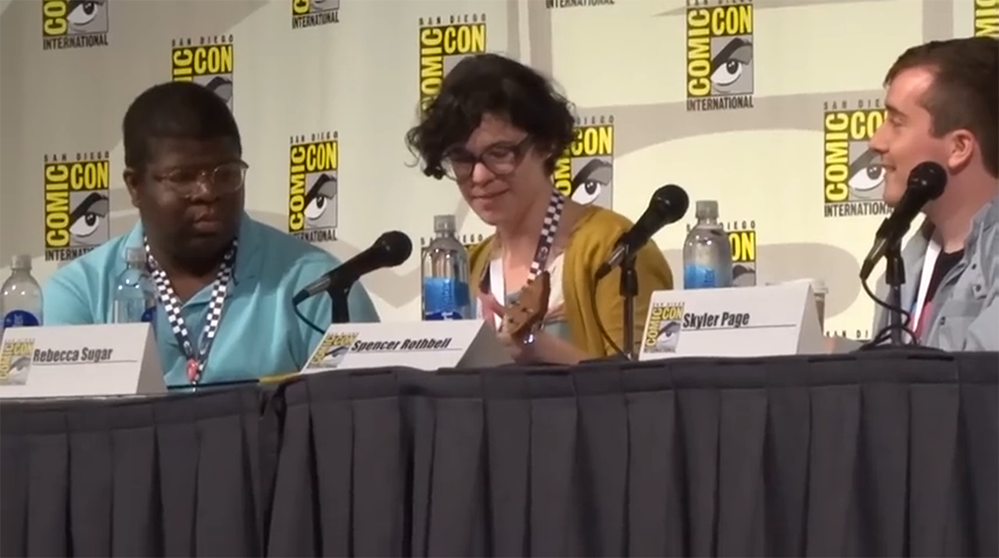
이언 존스쿼테이(맨 왼쪽)와 리베카 슈거(중앙)

2016년 2월 이언 존스쿼테이는 자신과 슈거가 지난 8년간 연애 관계를 지속하고 있었다고 밝혔다. 그는 슈거와는 스쿨 오브 비주얼 아트 시절에 만났다고 덧붙였다. 2016년 7월 슈거는 샌디에이고 코믹콘 패널에서 《스티븐 유니버스》의 주제는 자신의 양성애적인 경험을 기반으로 하는 부분이 크다고 말했다. 그녀의 아버지 롭 슈거는 자신이 "유대인 감수성"이라고 부르는 것으로 레베카와 형제 스티븐을 키웠다고 말한다. 이 두 형제는 하누카 양초 불빛을 부모님과 함께 스카이프로 보고 있다.

## 작품

### 영화
| 연도 | 제목            | 역할                |
| ---- | --------------- | ------------------- |
| 2012 | 《몬스터 호텔》 | 스토리보드 아티스트 |

### 텔레비전
| 연도      | 제목                            | 역할                                                 |
| --------- | ------------------------------- | ---------------------------------------------------- |
| 2010~2013 | 《핀과 제이크의 어드벤처 타임》 | 작가, 스토리보드 아티스트, 송라이터, 스토리보드 수정 |
| 2013~2020 | 《스티븐 유니버스》             | 제작자                                               |